# Пандури
Па́ндури (груз. ფანდური) — грузинский народный трёхструнный щипковый музыкальный инструмент типа лютни. Наиболее популярный народный музыкальный инструмент в восточной Грузии — Пшави, Хевсурети, Тушети, Кахети и Картли. Пандури производится различных форм и размеров. Используется для сольного исполнения и сопровождения песни. Играют на пандури в основном мужчины.
На пандури аккомпанировал себе известный ашуг Иетим Гурджи (1875—1940). В советское время в Грузии стали популярны трио в составе пандури, саламури и чонгури, исполняющие современных грузинских композиторов и классическую музыку. В настоящее время песни в сопровождении пандури исполняет Trio Mandili. Изначально существовало 2 вида пандури — с тремя и семью делениями, но в 1934 году выдающийся грузинский искусствовед Кирилл Вашакидзе создал новый вариант этого музыкального инструмента. После исследования первоначального инструмента Вашакадзе добавил инструменту бемоль и диез полутона и тем самым стал отцом современных версий инструмента — «Пандури прима» (классический) и «Пандури тенор» с 12 делениями.
Строй: Пандури обычно настраивают так: E C# A — то есть 1-я струна Ми, вторая струна До# (зажатая на 3-м ладу звучит в унисон с 1-й струной) и 3-я струна Ля (на 4-м ладу звучит в унисон со 2-й струной, а на 7-м ладу — в унисон с 1-й струной). Таким образом не прижатые (открытые) струны образуют мажорный аккорд Ля (A).
Пандури упоминается в стихотворении Иосифа Сталина «Ходил он от дома к дому…», которое было опубликовано в газете «Иверия» (№ 280 за 25 декабря 1895 года). Лирический герой его — пророк-певец, поющий небесные песни людям, которые отвергают его дар и подносят ему яд.